# 葛尼百利宮廣場
葛尼百利宮廣場（英語：Gurney Paragon Mall）是一座位于檳城州乔治市新關仔角的購物中心，於2013年7月23日開幕，面積達700,000平方呎，是新關仔角商圈內第二座營運的大型購物中心，距離合您廣場（Gurney Plaza）不遠。葛尼百利宮廣場由匯華產業（Hunza Properties）投資建造，發展總值達4億5千萬令吉，可出租樓面達70萬平方尺，是一座集合購物、住宅、娛樂和辦公的大型計劃，位在購物中心上方的兩棟155米高，共43樓的大樓，是目前檳城最高的住宅大樓，也是喬治市主要的地標之一。

## 建築前身
位於檳城新關仔角和加拉歪路之間，佔地10.21英畝的葛尼百利宮廣場 ，前身為建於1925年的聖約瑟修道院（St. Joseph Novitiate），後改為兀蘭國際學校（Uplands School），該建築被政府列為第二級受保護古蹟建築物。在興建過程中，曾經受到當地居民及檳城古蹟信託會的反對。在興建過程中，也曾發生嚴重地陷，導致當地路段出現嚴重坍方，被檳岛市政局（现槟岛市政厅）勒令暫時停工，導致預訂在2012開幕的商場，延後至2013年7月才開幕。

## 營運狀況
翻修後的聖約瑟修道院於2012年底率先開幕，內部共設有25間店鋪，其用途改為以休閒娛樂為主，許多知名餐飲業主陸續進駐在該建築內，包括T.G.I. Friday、The Coffee Bean & Tea Leaf、鮮芋仙等。古蹟的修復也讓這計劃榮獲“世界不動產聯盟古蹟（FIABI World Prix D' Excellence Awards）”修復組的銀獎，成為馬來西亞首次獲得該獎項的古蹟修復工程，在該建築旁也設有歷史壁畫牆，講述該建築的歷史。
商場部分，則延至2013年7月才開幕，該商場是北馬地區首間引進大量高端精品品牌的購物中心，引進許多品牌在此開設檳城地區首間或獨家的門市，其包括英資百貨Debenhams、CHARLES & KEITH、H&M、Michael Kors、Canali、Godiva、Sephora、Tumi、TWG Tea、維多利亞的秘密（Victoria's Secret）、Kate Spade、Rolex、Cotton On、Fred Perry、United Color of Benetton、Harvey Norman、TGV影城、海底撈等。眾多的品牌、餐飲業的進駐，加上身為檳城少數走高端位的購物中心，使得在開幕後，迅速帶來大量的人潮，成為檳城人流量最高的購物中心之一。

## 外部連結
- 葛尼百利宮官方網站 （页面存档备份，存于）